# The Legend of Korra (datorspel)
The Legend of Korra är ett beat 'em up-spel som utvecklades av Platinum Games och gavs ut i oktober 2014 av Activision till Microsoft Windows, Playstation 3, Playstation 4, Xbox 360 och Xbox One. Spelet baseras på TV-serien med samma namn, och utspelar sig mellan den andra och tredje säsongen.